# Mammelomys lanosus
Mammelomys lanosus је врста глодара из породице мишева (лат. Muridae). 

## Распрострањење
Врста има станиште у Индонезији и Папуи Новој Гвинеји.

## Станиште
Врста Mammelomys lanosus има станиште на копну.
Врста је по висини распрострањена до 3.200 метара надморске висине.

## Угроженост
Ова врста није угрожена, и наведена је као последња брига јер има широко распрострањење.

### Популациони тренд
Популациони тренд је за ову врсту непознат.